# Mistrovství světa v judu 2015 – ženy – lehká váha (-57 kg)
Zápasy v judu na XL. mistrovství světa v kategorii lehkých vah žen proběhly v Astaně, 26. srpna 2015.

## Finále
| finále              |                  |
| ------------------- | ---------------- |
| Corina Căprioriuová | Kaori Macumotová |
| Kaori Macumotová    | Kaori Macumotová |

## Opravy / O bronz
Poražení čtvrtfinalisté se utkávají mezi sebou v opravách. Vítězové oprav následně vyzvou poražené semifinalisty v boji o bronzovou medaili.
| opravy               | o bronz                        |                      |
| -------------------- | ------------------------------ | -------------------- |
| Hedvig Karakasová    | Marti Malloyová                | Automne Paviaová     |
| Marti Malloyová      | Marti Malloyová                | Automne Paviaová     |
|                      | Automne Paviaová               | Automne Paviaová     |
| Telma Monteirová     | Dordžsürengín Sumija           | Dordžsürengín Sumija |
| Dordžsürengín Sumija | Dordžsürengín Sumija           | Dordžsürengín Sumija |
|                      | Catherine Beauchemin-Pinardová | Dordžsürengín Sumija |

## Pavouk
|   | 1/64                           | 1/32                           | 1/16                           | čtvrtfinále                    | semifinále                     | finále              |
| - | ------------------------------ | ------------------------------ | ------------------------------ | ------------------------------ | ------------------------------ | ------------------- |
| A | volný los                      | Corina Căprioriuová            | Corina Căprioriuová            | Corina Căprioriuová            | Corina Căprioriuová            | Corina Căprioriuová |
| A | volný los                      | Corina Căprioriuová            | Corina Căprioriuová            | Corina Căprioriuová            | Corina Căprioriuová            | Corina Căprioriuová |
| A | Zuhra Madrajmovová             | Concepción Bellorínová         | Corina Căprioriuová            | Corina Căprioriuová            | Corina Căprioriuová            | Corina Căprioriuová |
| A | Concepción Bellorínová         | Concepción Bellorínová         | Corina Căprioriuová            | Corina Căprioriuová            | Corina Căprioriuová            | Corina Căprioriuová |
| A | Cynthia Rahmingová             | Manon Durbachová               | Manon Durbachová               | Corina Căprioriuová            | Corina Căprioriuová            | Corina Căprioriuová |
| A | Manon Durbachová               | Manon Durbachová               | Manon Durbachová               | Corina Căprioriuová            | Corina Căprioriuová            | Corina Căprioriuová |
| A | Rena Furukawaová               | Altajgín Batzul                | Manon Durbachová               | Corina Căprioriuová            | Corina Căprioriuová            | Corina Căprioriuová |
| A | Altajgín Batzul                | Altajgín Batzul                | Manon Durbachová               | Corina Căprioriuová            | Corina Căprioriuová            | Corina Căprioriuová |
| A | volný los                      | Sabrina Filzmoserová           | Sabrina Filzmoserová           | Hedvig Karakasová              | Corina Căprioriuová            | Corina Căprioriuová |
| A | volný los                      | Sabrina Filzmoserová           | Sabrina Filzmoserová           | Hedvig Karakasová              | Corina Căprioriuová            | Corina Căprioriuová |
| A | Karla Tapiaová                 | Jovana Rogićová                | Sabrina Filzmoserová           | Hedvig Karakasová              | Corina Căprioriuová            | Corina Căprioriuová |
| A | Jovana Rogićová                | Jovana Rogićová                | Sabrina Filzmoserová           | Hedvig Karakasová              | Corina Căprioriuová            | Corina Căprioriuová |
| A | Asel Musabekovová              | Yadinys Amarisová              | Hedvig Karakasová              | Hedvig Karakasová              | Corina Căprioriuová            | Corina Căprioriuová |
| A | Yadinys Amarisová              | Yadinys Amarisová              | Hedvig Karakasová              | Hedvig Karakasová              | Corina Căprioriuová            | Corina Căprioriuová |
| A | Hedvig Karakasová              | Hedvig Karakasová              | Hedvig Karakasová              | Hedvig Karakasová              | Corina Căprioriuová            | Corina Căprioriuová |
| A | Giulia Quintavalleová          | Hedvig Karakasová              | Hedvig Karakasová              | Hedvig Karakasová              | Corina Căprioriuová            | Corina Căprioriuová |
| B | volný los                      | Rafaela Silvaová               | Catherine Beauchemin-Pinardová | Catherine Beauchemin-Pinardová | Catherine Beauchemin-Pinardová | Corina Căprioriuová |
| B | volný los                      | Rafaela Silvaová               | Catherine Beauchemin-Pinardová | Catherine Beauchemin-Pinardová | Catherine Beauchemin-Pinardová | Corina Căprioriuová |
| B | Hélène Receveauxová            | Catherine Beauchemin-Pinardová | Catherine Beauchemin-Pinardová | Catherine Beauchemin-Pinardová | Catherine Beauchemin-Pinardová | Corina Căprioriuová |
| B | Catherine Beauchemin-Pinardová | Catherine Beauchemin-Pinardová | Catherine Beauchemin-Pinardová | Catherine Beauchemin-Pinardová | Catherine Beauchemin-Pinardová | Corina Căprioriuová |
| B | volný los                      | Viola Wächterová               | Viola Wächterová               | Catherine Beauchemin-Pinardová | Catherine Beauchemin-Pinardová | Corina Căprioriuová |
| B | volný los                      | Viola Wächterová               | Viola Wächterová               | Catherine Beauchemin-Pinardová | Catherine Beauchemin-Pinardová | Corina Căprioriuová |
| B | Aliuska Ojedaová               | Sanne Verhagenová              | Viola Wächterová               | Catherine Beauchemin-Pinardová | Catherine Beauchemin-Pinardová | Corina Căprioriuová |
| B | Sanne Verhagenová              | Sanne Verhagenová              | Viola Wächterová               | Catherine Beauchemin-Pinardová | Catherine Beauchemin-Pinardová | Corina Căprioriuová |
| B | volný los                      | Marti Malloyová                | Marti Malloyová                | Marti Malloyová                | Catherine Beauchemin-Pinardová | Corina Căprioriuová |
| B | volný los                      | Marti Malloyová                | Marti Malloyová                | Marti Malloyová                | Catherine Beauchemin-Pinardová | Corina Căprioriuová |
| B | I Hju-sun                      | I Hju-sun                      | Marti Malloyová                | Marti Malloyová                | Catherine Beauchemin-Pinardová | Corina Căprioriuová |
| B | Hortance Diedhiouová           | I Hju-sun                      | Marti Malloyová                | Marti Malloyová                | Catherine Beauchemin-Pinardová | Corina Căprioriuová |
| B | Anriquelis Barriosová          | Nesria Dželasiová              | Kim Čan-ti                     | Marti Malloyová                | Catherine Beauchemin-Pinardová | Corina Căprioriuová |
| B | Nesria Dželasiová              | Nesria Dželasiová              | Kim Čan-ti                     | Marti Malloyová                | Catherine Beauchemin-Pinardová | Corina Căprioriuová |
| B | Emilie Amaronová               | Kim Čan-ti                     | Kim Čan-ti                     | Marti Malloyová                | Catherine Beauchemin-Pinardová | Corina Căprioriuová |
| B | Kim Čan-ti                     | Kim Čan-ti                     | Kim Čan-ti                     | Marti Malloyová                | Catherine Beauchemin-Pinardová | Corina Căprioriuová |
| C | volný los                      | Telma Monteirová               | Telma Monteirová               | Telma Monteirová               | Automne Paviaová               | Kaori Macumotová    |
| C | volný los                      | Telma Monteirová               | Telma Monteirová               | Telma Monteirová               | Automne Paviaová               | Kaori Macumotová    |
| C | Ratiba Tariketová              | Rušana Nurdžavovová            | Telma Monteirová               | Telma Monteirová               | Automne Paviaová               | Kaori Macumotová    |
| C | Rušana Nurdžavovová            | Rušana Nurdžavovová            | Telma Monteirová               | Telma Monteirová               | Automne Paviaová               | Kaori Macumotová    |
| C | Liang Po-sum                   | Loredana Ohaiová               | Loredana Ohaiová               | Telma Monteirová               | Automne Paviaová               | Kaori Macumotová    |
| C | Loredana Ohaiová               | Loredana Ohaiová               | Loredana Ohaiová               | Telma Monteirová               | Automne Paviaová               | Kaori Macumotová    |
| C | Arleta Podolaková              | Arleta Podolaková              | Loredana Ohaiová               | Telma Monteirová               | Automne Paviaová               | Kaori Macumotová    |
| C | Jeanette Rodriguezová          | Arleta Podolaková              | Loredana Ohaiová               | Telma Monteirová               | Automne Paviaová               | Kaori Macumotová    |
| C | volný los                      | Automne Paviaová               | Automne Paviaová               | Automne Paviaová               | Automne Paviaová               | Kaori Macumotová    |
| C | volný los                      | Automne Paviaová               | Automne Paviaová               | Automne Paviaová               | Automne Paviaová               | Kaori Macumotová    |
| C | Hana Carmichaelová             | Hana Carmichaelová             | Automne Paviaová               | Automne Paviaová               | Automne Paviaová               | Kaori Macumotová    |
| C | Camila Minakawaová             | Hana Carmichaelová             | Automne Paviaová               | Automne Paviaová               | Automne Paviaová               | Kaori Macumotová    |
| C | Ivelina Ilievaová              | Nekoda Davisová                | Nekoda Davisová                | Automne Paviaová               | Automne Paviaová               | Kaori Macumotová    |
| C | Nekoda Davisová                | Nekoda Davisová                | Nekoda Davisová                | Automne Paviaová               | Automne Paviaová               | Kaori Macumotová    |
| C | Šušana Gevondjanová            | Šušana Gevondjanová            | Nekoda Davisová                | Automne Paviaová               | Automne Paviaová               | Kaori Macumotová    |
| C | Fabienne Kocherová             | Šušana Gevondjanová            | Nekoda Davisová                | Automne Paviaová               | Automne Paviaová               | Kaori Macumotová    |
| D | volný los                      | Dordžsürengín Sumija           | Dordžsürengín Sumija           | Dordžsürengín Sumija           | Kaori Macumotová               | Kaori Macumotová    |
| D | volný los                      | Dordžsürengín Sumija           | Dordžsürengín Sumija           | Dordžsürengín Sumija           | Kaori Macumotová               | Kaori Macumotová    |
| D | Brenda Andriatianaová          | Liou Jang                      | Dordžsürengín Sumija           | Dordžsürengín Sumija           | Kaori Macumotová               | Kaori Macumotová    |
| D | Liou Jang                      | Liou Jang                      | Dordžsürengín Sumija           | Dordžsürengín Sumija           | Kaori Macumotová               | Kaori Macumotová    |
| D | Lea Buetová                    | Tina Zeltnerová                | Nora Gjakovaová                | Dordžsürengín Sumija           | Kaori Macumotová               | Kaori Macumotová    |
| D | Tina Zeltnerová                | Tina Zeltnerová                | Nora Gjakovaová                | Dordžsürengín Sumija           | Kaori Macumotová               | Kaori Macumotová    |
| D | Darcina Manuelová              | Nora Gjakovaová                | Nora Gjakovaová                | Dordžsürengín Sumija           | Kaori Macumotová               | Kaori Macumotová    |
| D | Nora Gjakovaová                | Nora Gjakovaová                | Nora Gjakovaová                | Dordžsürengín Sumija           | Kaori Macumotová               | Kaori Macumotová    |
| D | volný los                      | Miryam Roperová                | Irina Zabludinová              | Kaori Macumotová               | Kaori Macumotová               | Kaori Macumotová    |
| D | volný los                      | Miryam Roperová                | Irina Zabludinová              | Kaori Macumotová               | Kaori Macumotová               | Kaori Macumotová    |
| D | Irina Zabludinová              | Irina Zabludinová              | Irina Zabludinová              | Kaori Macumotová               | Kaori Macumotová               | Kaori Macumotová    |
| D | Jaione Equísoainová            | Irina Zabludinová              | Irina Zabludinová              | Kaori Macumotová               | Kaori Macumotová               | Kaori Macumotová    |
| D | Kaori Macumotová               | Kaori Macumotová               | Kaori Macumotová               | Kaori Macumotová               | Kaori Macumotová               | Kaori Macumotová    |
| D | Čchö Hjon-a                    | Kaori Macumotová               | Kaori Macumotová               | Kaori Macumotová               | Kaori Macumotová               | Kaori Macumotová    |
| D | Vlora Beđetiová                | Lien Čen-ling                  | Kaori Macumotová               | Kaori Macumotová               | Kaori Macumotová               | Kaori Macumotová    |
| D | Lien Čen-ling                  | Lien Čen-ling                  | Kaori Macumotová               | Kaori Macumotová               | Kaori Macumotová               | Kaori Macumotová    |